# Eduardo Gabriel dos Santos Bauermann
Eduardo Gabriel dos Santos Bauermann (Estância Velha, 13 febbraio 1996) è un calciatore brasiliano, difensore del Pachuca.

## Caratteristiche tecniche
È un difensore centrale.

## Carriera

### Nazionale
Nel 2013 è stato convocato dalla nazionale Under-17 brasiliana per disputare il campionato sudamericano Under-17 ed il Mondiali Under-17.
Nel 2015 è stato convocato dalla nazionale Under-20 brasiliana per disputare il campionato sudamericano Under-20.